# Аккурти-фон-Кенигсфельс
Аккурти-фон-Кенигсфельс (нем. Accurti von Königsfels) — баронский род австрийского происхождения.
Грамотой австрийского императора Франца I, от 31 мая 1829 года, австрийский капитан корабля и полковник Михаил Аккурти фон Кенигсфельс (словен. Michael Accurti von Königsfels; 1775—1850) возведен, с нисходящим его потомством, в баронское Австрийской империи достоинство.
В 1910 году Вильгельм (Василий) Михайлович Аккурти-фон-Кенигсфельс (1850—1923) был назначен сенатором департамента герольдии. В следующем, 1891 году, в его лице род был подтверждён в баронском достоинстве.
В 1-й экспедиции 1-го департамента Правительствующего Сената служил ещё один представитель рода — барон Лев Васильевич Аккурти фон Кенигсфельс (1881 — 29 ноября (12 декабря) 1919). Известность приобрела также кутюрье русского дома моды «Арданс» в Париже — баронесса Кассандра Николаевна Аккурти фон Кенигсфельс, которой помогала её сестра Екатерина Николаевна фон Дризен.